# Citheronia azteca
Citheronia azteca – gatunek motyla z rodziny pawicowatych. Spotyka się go w Gwatemali, Belize i Meksyku.